# Wielki Las (województwo warmińsko-mazurskie)
Wielki Las (niem. Wielgilasz, 1905–1945 Tannenheim) – wieś w Polsce położona w województwie warmińsko-mazurskim, w powiecie piskim, w gminie Pisz.
W latach 1975–1998 miejscowość administracyjnie należała do województwa suwalskiego.